# ألفونسو غوتيريز
ألفونسو غوتيريز (بالإسبانية: Alfonso Gutiérrez)‏ ولد بتاريخ 17 نوفمبر 1961 في توريلافيجا، هو دراج إسباني سابق.